# Slawjanowka
Slawjanowka (russisch Славяновка, deutsch Romitten) ist ein Ort in der russischen Oblast Kaliningrad und gehört zur Landgemeinde Gwardeiskoje im Rajon Bagrationowsk. In dem Ort befindet sich ein Gefängnis mit mehr als 1200 Insassen, die den überwiegenden Anteil der Einwohner von Slawjanowka stellen.

## Geographische Lage
Slawjanowka liegt  nördlich der Rajonhauptstadt Bagrationowsk (Preußisch Eylau) am Ostufer der Beisleide (russisch: Reswaja) an einer Nebenstraße, die Bagrationowsk (11 Kilometer) und Nadeschdino (Lampasch, 7 Kilometer) mit Gwardeiskoje (Mühlhausen, 4 Kilometer) verbindet. Ein Bahnanschluss besteht nicht.

## Geschichte
Das ehemals Romitten genannte Gutsdorf, zwischen 1874 und 1930 auch Amtsdorf, gehörte bis 1945 zum Landkreis Preußisch Eylau im Regierungsbezirk Königsberg der preußischen Provinz Ostpreußen. Im Jahre 1910 zählte es 300 Einwohner.
Am 30. September 1928 gab Romitten seine Eigenständigkeit auf und wurde mit den Ortsteilen Rodeland und Storkeim (russisch: Gromowo) in die Landgemeinde Kniepitten (russisch: Kusnetschnoje, nicht mehr existent) eingemeindet.
Im Jahre 1945 kam Romitten mit dem nördlichen Ostpreußen zur Sowjetunion und erhielt 1946 den russischen Namen „Slawjanowka“. Bis 2009 war der Ort in den Gwardeisko sowjet (Dorfsowjet Gwardeiskoje (Mühlhausen)) eingegliedert und ist seither – aufgrund einer Struktur- und Verwaltungsreform – eine als „Siedlung“ (russisch: possjolok) qualifizierte Ortschaft innerhalb der neugeschaffenen Gwardeiskoje selskoje posselenije (Landgemeinde Gwardeiskoje) im Rajon Bagrationowsk.

### Amtsbezirk Romitten
Am 7. Mai 1874 wurde Romitten namensgebender Ort des neugebildeten Amtsbezirks Romitten, zu dem in der Gründungsphase zwei Landgemeinde und fünf Gutsbezirke gehörten:
| Name (bis 1946)    | Russischer Name                  | Bemerkungen                                       |
| Landgemeinden:     |                                  |                                                   |
| Kniepitten         | Kusnetschnoje, jetzt: Berjosowka |                                                   |
| Naunienen          | Berjosowka                       |                                                   |
| Gutsbezirke:       |                                  |                                                   |
| Adlig Tollkeim     | Solnzewo, jetzt: Berjosowka      | 1928 in die Landgemeinde Naunienen eingegliedert  |
| Groß Sausgarten    | Berjosowka                       |                                                   |
| Köllmisch Tollkeim |                                  | in die Landgemeinde Groß Sausgarten eingegliedert |
| Pieskeim           | Berjosowka                       | 1928 in die Landgemeinde Naunienen eingegliedert  |
| Romitten           | Slawjanowka                      | 1928 in die Landgemeinde Kniepitten eingegliedert |

Zu Beginn des 20. Jahrhunderts wurde noch das vormalige Vorwerk Sossehnen (russisch: Solnzewo, jetzt Berjosowka) in den Amtsbezirk Romitten eingegliedert und kam 1928 zur Landgemeinde Kniepitten. Am 28. Mai 1930 schließlich wurde der Amtsbezirk Romitten in „Amtsbezirk Naunienen“ (russisch: Berjosowka) umbenannt. Ihm blieben die drei noch verbliebenen Gemeinden Groß Sausgarten, Kniepitten und Naunienen bis 1945 zugeordnet.

## Kirche
Die fast ausnahmslos evangelische Bevölkerung Romittens war bis 1945 in die Dorfkirchengemeinde in Mühlhausen (russisch: Gwardeiskoje) eingepfarrt. Sie gehörte zum Kirchenkreis Preußisch Eylau (Bagrationowsk) innerhalb der Kirchenprovinz Ostpreußen der Kirche der Altpreußischen Union. Letzter deutscher Geistlicher war Pfarrer Otto Nikutowski.
In den 1990er Jahren wurde in Gwardeiskoje wieder eine evangelische Gemeinde gegründet. Sie ist Filialgemeinde der Auferstehungskirche in Kaliningrad (Königsberg) und gehört zur Propstei Kaliningrad innerhalb der Evangelisch-lutherischen Kirche Europäische Russland (ELKER).